# Bourbon Street

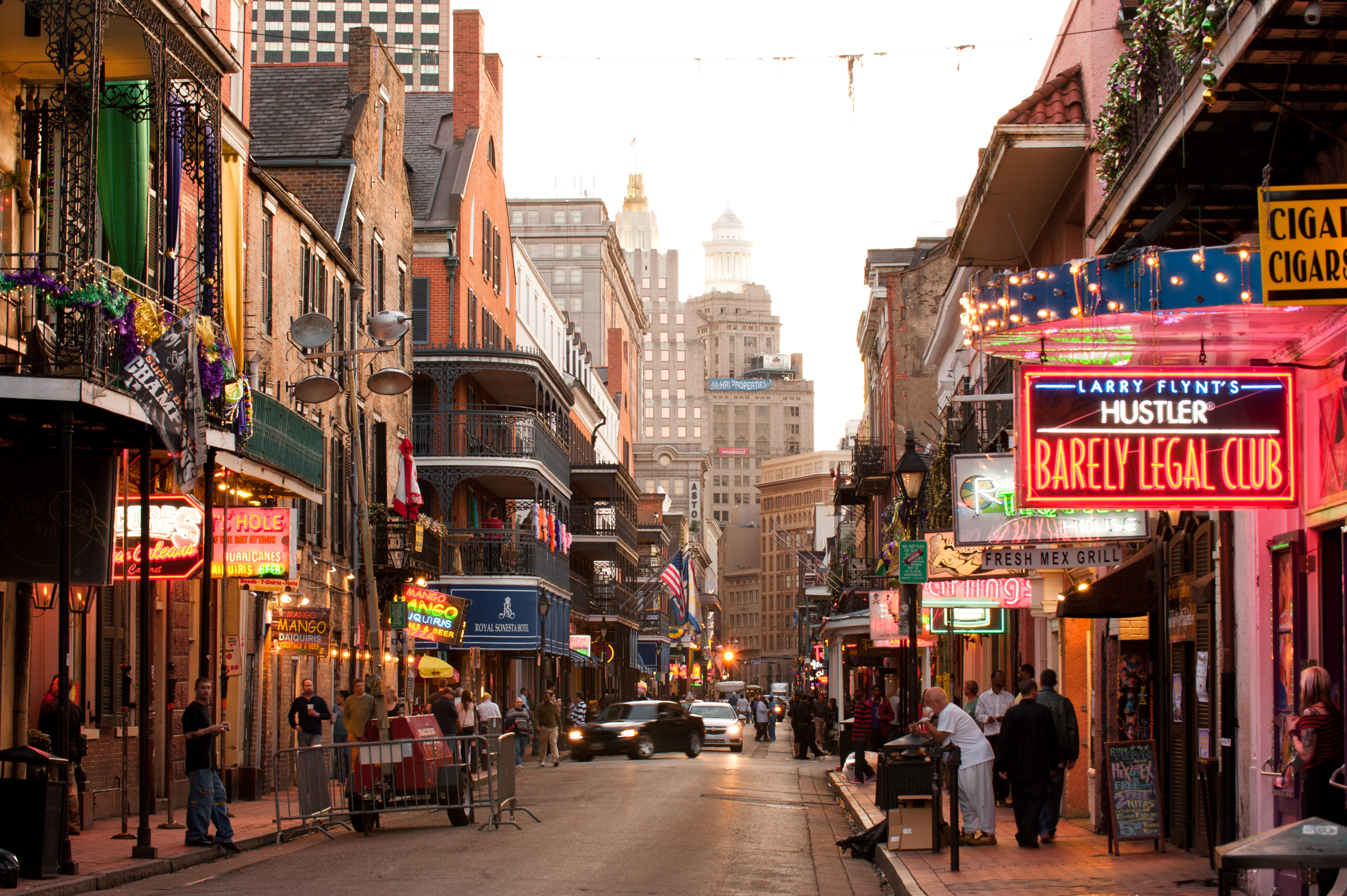
Olhando para a Bourbon Street em direção ao Distrito Central de Negócios de Nova Orleans

Bourbon Street (francês: Rue Bourbon, "rua Bourbon") é uma rua no coração do bairro mais antigo de Nova Orleães, o Bairro Francês. Estende-se por 13 quarteirões, desde o Canal Street até Esplanade Avenue. Embora seja agora conhecido principalmente por seus bares e clubes de strip-tease, a história desta rua oferece uma visão rica do passado de Nova Orleães.